# Interstate 430
Pour les articles homonymes, voir I430 et Route 430.
L'Interstate 430 (I-430) est une autoroute de 12.93 miles (20.81 km) dans le Comté de Pulaski, Arkansas. Elle contourne les villes de Little Rock et de North Little Rock. L'I-430 débute à un échangeur au sud-ouest du centre-ville de Little Rock avec l'I-30 / US 67 / US 70 et se dirige vers le nord pour croiser la rivière Arkansas et se terminer à une jonction avec l'I-40 / US 65.

## Description du tracé
L'I-430 commence son trajet de 12,93 miles (20.81 km) à un échangeur avec l'I-30 / US 67 / US 70. À partir de l'échangeur, l'autoroute forme un multiplex avec la US 70. La route croisera la AR 338 et Baseline Road pour ensuite rencontrer AR 5 (Stagecoach Road). À cet endroit, la US 70 quitte le tracé de l'I-430 vers le nord-est. L'I-430 se dirige vers le nord pour croiser AR 300 (Colonel Glenn Road) avant de se courber vers l'est et de croiser Shackleford Road. Elle se dirige ensuite vers le nord à nouveau. Immédiatement après avoir passé sous Kanis Road, l'autoroute croise l'I-630 à son terminus ouest. Après cette jonction, l'autoroute passe par le secteur de Breckenridge Village pour croiser Rodney Parham Road près d'un centre d'achats. Plus loin, elle rencontrera AR 10 (Cantrell Road). Il s'agit du dernier échangeur avant que l'autoroute traverse la rivière Arkansas. Après le pont, l'I-430 longe le lac Rosenbaum et croise AR 100 (Crystal Hill Road) avant de se terminer à un échangeur avec l'I-40 / US 65.

## Liste des sorties
| Interstate 430 |                   |       |       |        |                                                           |                                                                                    |
| Comté          | Municipalité      | mi    | km    | Sortie | Intersections / Destinations                              | Notes                                                                              |
| Pulaski        | Little Rock       | 0,00  | 0,00  | 129    | I-30 – Little Rock, Texarkana                             | Indiqué sortie 129A (est) et 129B (ouest); utilise les numéros de sortie de l'I-30 |
| Pulaski        | Little Rock       | 0,19  | 0,31  | 128    | Mablevale West Road / Otter Creek Road / Bass Pro Parkway |                                                                                    |
| Pulaski        | Little Rock       | 1,25  | 2,01  | 1      | AR 5 (en) (Stagecoach Road)                               |                                                                                    |
| Pulaski        | Little Rock       | 3,59  | 5,78  | 4      | AR 300 (en) (Colonel Glenn Road)                          |                                                                                    |
| Pulaski        | Little Rock       | 5,34  | 8,59  | 5      | Shackleford Road / Kanis Road                             |                                                                                    |
| Pulaski        | Little Rock       | 6,30  | 10,14 | 6      | I-630 est / Chenal Parkway / Markham Street               | Sortie 8A-B de l'I-630                                                             |
| Pulaski        | Little Rock       | 7,70  | 12,39 | 8      | Rodney Parham Road                                        |                                                                                    |
| Pulaski        | Little Rock       | 9,06  | 14,58 | 9      | AR 10 (en) (Cantrell Road                                 |                                                                                    |
| Pulaski        | North Little Rock | 11,63 | 18,72 | 12     | AR 100 (en) – Maumelle                                    |                                                                                    |
| Pulaski        | North Little Rock | 12,83 | 20,65 | 13     | I-40 – Fort Smith, Memphis                                | Indiqué sortie 13A (est) et 13B (ouest); sortie 147 de l'I-40                      |
|                |                   |       |       |        |                                                           |                                                                                    |